# Karl Reinhard Müller

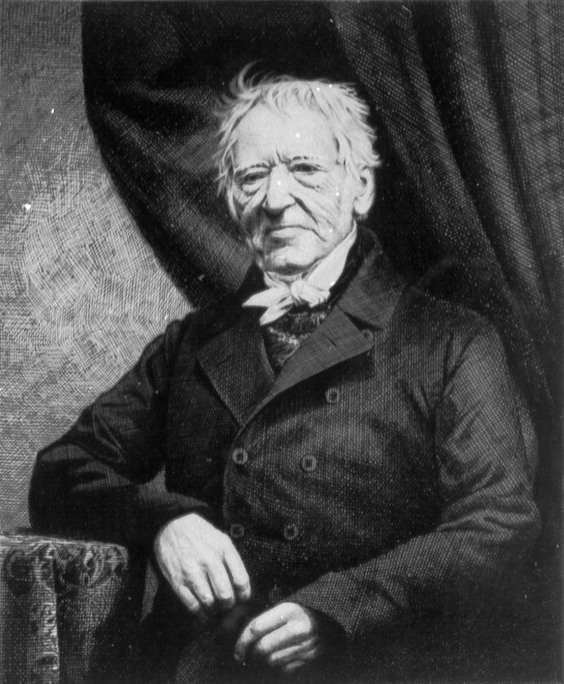
Karl Reinard Müller, Zeichnung von Ferdinand Justi nach einer Fotografie

Karl Reinhard Müller, vereinzelt auch Carl Reinhard Müller, Rufname Reinhard (* 17. April 1774 in Steinau bei Hanau; † 12. März 1861 in Marburg) war ein deutscher Mathematiker, Musiktheoretiker und Ehrenbürger der Stadt Marburg.

## Familie
Karl Reinhard Müller wurde als Sohn eines Bürgers und „Musterschreibers“ (d. h. Bataillons- bzw. Regimentsschreibers) und einer Tochter des „Stadtcapitains“ und „Rathsverwandten“ von Steinau an der Straße namens Euler geboren. Er war seit 1802 mit Christiane, geborene Greif, verheiratet, die ihm sieben Kinder gebar, von denen drei früh verstarben, darunter sein einziger Sohn. Eine Tochter war mit dem Juristen und Soziologen Karl Friedrich Vollgraff verheiratet.

## Ausbildung und Beruf
Müller besuchte die Stadtschule in Steinau und erhielt daneben Privatunterricht in Latein, Griechisch und in Musik. Von 1788 an besuchte er bis 1792 das Gymnasium in Hanau; den Schulbesuch finanzierte er sich – aus einer minderbemittelten Familie stammend – durch die Mitgliedschaft im Hanauer Singchor und durch privat erteilten Klavierunterricht. Nach Besuch einzelner Vorlesungen am seinerzeit bestehenden Hanauer Gymnasium illustri superiore wechselte er 1794 auf die Universität Marburg.
1795 trat Müller eine Hauslehrerstelle an, mit der er sein weiteres Studium finanzierte. Zunehmend befasste er sich neben seinen beiden hauptsächlichen Interessensgebieten, der Mathematik und der Musik, auch mit den „Schulwissenschaften“. Im Jahr 1800 wurde er vierter Lehrer am Marburger Pädagogium, der Vorbereitungsschule der Universität, 1803 dann ebendort zweiter Lehrer. Er unterrichtete nahezu alle Gymnasialfächer, auch die alten Sprachen, dazu Geschichte, Geographie und Physik, hauptsächlich aber Mathematik, die damals noch nicht zum Fächerkanon gehörte, und er übernahm neben seinen eigentlichen Verpflichtungen unentgeltlich die Leitung des Singunterrichts.
Am 17. April 1809 wurde er von der Marburger Universität zum  doctor philosophiae promoviert; zugleich wurde die Habilitation vollzogen. Seine Dissertation befasste sich mit der Ausziehung der Kubikwurzel aus Binomien; er publizierte sie im Schulprogramm des Pädagogiums und gab sie später in stark erweiterter Fassung heraus (→ Schriften).
Am 2. Juni 1815 wurde er zum außerordentlichen Professor der Mathematik ohne Gehalt an der Universität Marburg ernannt, erst 1834, nachdem er seine Lehrerstelle am Pädagogium aufgegeben hatte, erhielt er eine jährliche Gratifikation, und erst 1838 wurde ihm ein reguläres Gehalt bewilligt. Die vielfältigen Bemühungen der Universität, ihm eine ordentliche Professur zu verschaffen, blieben erfolglos.
Er gab  Christian Wolffs Einführung in die Mathematik bearbeitet neu heraus, las über reine und angewandte Mathematik, jedoch auch – und damit interdisziplinär Brücken schlagend – über Akustik, Anleitung zum Generalbass, über Kirchentöne und die Lehre von der Modulation.

## Gesellschaftliches Engagement
Müller war ordentliches Mitglied der Marburger Gesellschaft zur Beförderung der gesamten Naturwissenschaften. Er engagierte sich im Pädagogium und im kirchlichen Umfeld vielseitig für die Chor- und Kirchenmusik. Von 1818 bis zum Verbot der Freimaurerei im Jahr 1824 durch Kurfürst Wilhelm II. war er Mitglied der Marburger Loge Marc Aurel zum flammenden Stern.

## Ehrungen
Die Stadt Marburg ernannte Karl Reinhard Müller am 17. April 1859 „wegen erworbener schätzbarer Verdienste um die gesamte Wissenschaft und als ehemaliger Lehrer am Pädagogium hierselbst zum Wohle der Stadt“ zum Ehrenbürger.
Zum Goldenen Doktorjubiläum im Jahr 1859 wurden ihm zwei Dankschriften gewidmet, eine vom Mineralogen Friedrich Hessel, eine zweite von Georg Theodor Dithmar unter dem Titel Herrn Professor Dr. Karl Reinhard Müller zu seinem fünfzigjährigen Doctorjubiläum am 17. April 1859 seine dankbaren Schüler.

## Schriften (in Auswahl)
- Programm academicum, quod vexantissimum illud de extrahenda radice cubica ex quantitatibus binomiis emodare conatur, simulque ad praelectiones suas invitat Dr. C. R. Mueller, math. P. P. E. et Paedagogii Collega. Marburgi 1808
- Theorie der Parallelen. Marburg 1822
- Des Freiherrn von Wolf neuer Auszug aus den Anfangsgründen aller mathematischen Wissenschaften. Mit nöthigen Veränderungen und Zusätzen von Joh. Tob. Mayer und K. Chr. Langsdorf und mit umgeändertem Texte herausg. von K. R. Müller. 1. Band. Krieger, Marburg 1823
- Ueber die Ausziehung der Cubikwurzel aus Binomien und Anwendung derselben auf die Cardanische Regel. Zur Prüfung der Zöglinge im Pädagogium in Marburg. Krieger, Marburg 1825